# Swoop (Mario)
Swoop is een personage uit de Mario-reeks. 

## Omschrijving
Swoops (soms "Swoopers" genoemd), zijn blauwe, soms paarse vleermuizen die verschijnen als vijanden in Mario-spellen. Het zijn onderdanen van Bowser. Swoop en Swooper zijn afgeleid van het Engelse woord "swoop", wat duikvlucht betekent.
Swoops komen voor in ondergrondse levels, waar ze slapen op het plafond van de grot totdat Mario in de buurt komt, waarna de Swoop wakker wordt en Mario aanvalt. Swoops zijn te verslaan door erop te springen of met Power-Ups zoals de Vuurbloem. Swoop maakte zijn debuut in Super Mario World, en verscheen daarna in verscheidende spellen, onder andere Super Mario 64, en spellen in de Paper Mario, Mario Kart en New Super Mario Bros.-series, en andere spellen. In Mario Kart World is Swoop voor het eerst een speelbaar personage.